# ウクライナの金属生産

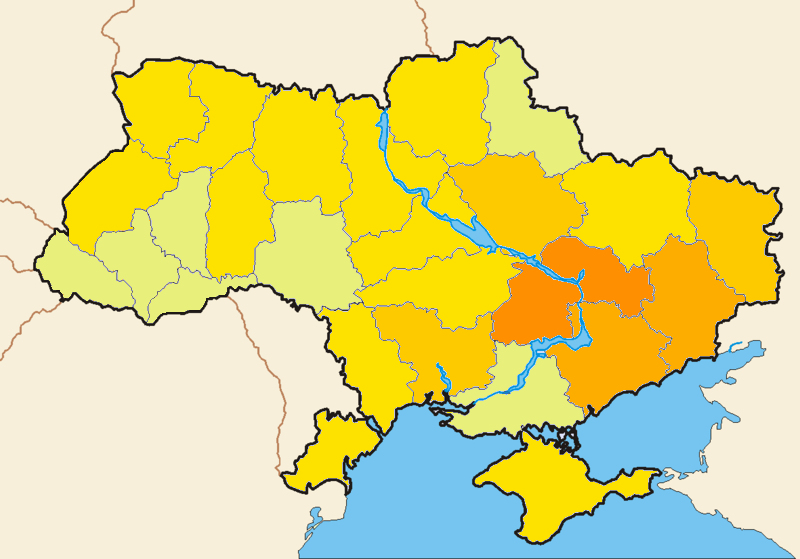
ウクライナの鉄および非鉄金属生産量を一人当り金額に換算した分布図

ウクライナの金属生産（ウクライナのきんぞくせいさん）、特に鉄鋼業は、ウクライナの主要な重工業である。

## 概況
ウクライナは鉄鋼の世界第8位の生産国であり、第3位の輸出国である（2007年）。ウクライナの鉄鋼業は、世界の粗鋼生産量の約2％を占め、国内総生産の5％から6％、ウクライナの輸出収入の34％を占めている（2007年のデータ）。 2007年には、42万人を雇用している。これは、産業労働力の10％、総労働力の2％に当たり、ウクライナ経済のすべての部門の中で、他を大きく引き離して、顕示比較優位を示している。業界は2007年に4,280万トンでピークに達したが、2007〜2010年金融危機の影響を大きく受け、2009年には2,980万トンに減少した。
ウクライナは、鉄鉱石のかなりの自然埋蔵量を持っている。鉱石採掘は国内の製鉄所の需要を上回っているが、高い採掘コストにより輸出の可能性は弱まっている。ウクライナの鉄鋼業は、ウクライナの中央部（ドニプロ、クリヴィー・リフ、ニーコポリ）、東部（ドンバス、マリウポリ）、南部（ザポリージャ）に集中している。14の鉄鉱石採掘会社、15の製鉄所、3つのフェロアロイ工場がある。鉄鋼のほとんどは、年間生産能力が400万トンから700万トンの大型工場で生産されている。2006年現在、ウクライナの鉄鋼の44.6％は、旧式の平炉で生産されている。工場の近代化とエネルギーコストの上昇への対処は、ウクライナの鉄鋼業の将来への主な課題になっている。ウクライナの鉄鋼業は1990年代から民営化されてきたが、炭鉱は依然として政府によって所有されており、慢性的な財政問題をかかえている。
ウクライナはまた、マンガン、マンガン鉱石、マンガン・フェロアロイの重要な生産国でもあり、旧CISの鉱石埋蔵量の75％を占めていた。アルミニウム産業はムィコラーイウとザポリージャに集中しているが、エネルギーの利用可能性とコストの面で厳しい状況になっている。ドニプロペトロウシク州でのウクライナのウラン生産は、国内需要の30％しか提供できていない。

## 参照項目
- ウクライナの工業
- ロシアの金属生産